# Jorge Pan
Jorge Alberto Pan (* 1954) ist ein argentinischer Backgammonspieler. Im Jahr 2007 gewann er die 32. Backgammon-Weltmeisterschaft, veranstaltet in Monte Carlo.
Darüber hinaus ist er Anwalt und lebt in Argentinien.